# T-64主战坦克型号列表

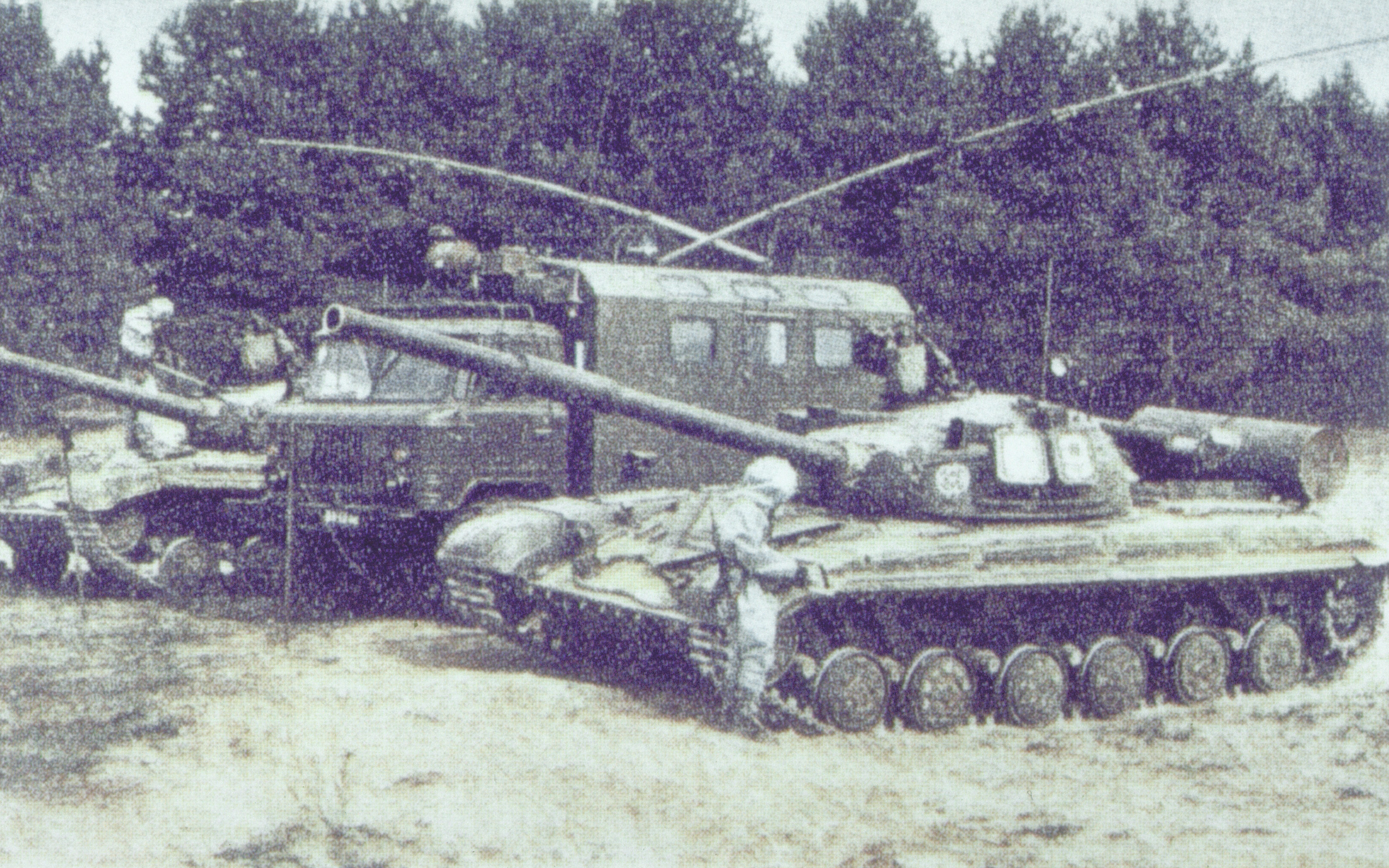
苏联步兵在T-64坦克上进行生化防护演习

Т-64主战坦克是前苏联在冷战期间研发的一款主战坦克，在坦克史上具有重要意义。T-64的设计研发工作由乌克兰哈尔科夫的莫洛佐夫机械设计局完成，主要由同在乌克兰的马利舍夫工厂（哈尔科夫运输机械制造厂）生产。
T-64主战坦克从1957年开始研发到1987年停产期间推出过不少的型号，以下是各型Т-64坦克的列表。

## 型号

### 430工程
- 430号工程（1957年）：原型车，装备1门D-54TS式100毫米火炮、120毫米厚的装甲以及580匹（427千瓦）2冲程对置活塞5TD引擎，重量为36吨。
- 430U工程：430工程的改进型，换装了D-25TS式122毫米火炮以及160毫米厚的装甲。

### T-64
- T-64（432工程，1961年）：早期生产型，样车装备了D-68式115毫米火炮（2A21），带有夹层材料的复合装甲以及5TD发动机，以此生产了600辆T-64。
- T-64R（432R工程）：1977年至1981年的T-64现代化改型，除了仍旧装备115毫米火炮以外，其他设备与T-64A相同。
- 436号项目：配备了V-45柴油发动机的T-64样车，只生产了3辆。
- T-64T（1963年）：配备700匹（515千瓦）GTD-3TL燃气轮机的试验车。

### T-64A
- T-64A（434工程）：量产型，配备D-81式125毫米火炮（2A26）、鱼鳃式履带侧裙板、改进型瞄准具，并且在第五路轮上加装了液气悬挂装置。
- 438工程（后改称439工程）：装备了V-45发动机的T-64A样车。
- T-64AK（446工程，1972年）：T-64A指挥型，配备一台R-130M电台和10米长可伸缩天线、TNA-3导航系统，没有安装防空机枪，可装载38发主炮炮弹。

### T-64B
- 447工程：T-64B原型车，可以看做是配备9K112「眼鏡蛇」反坦克导弹系统以及a1G21瞄准具的T-64A。此车现在陈列于基辅的博物馆。
- T-64B（447A工程，1976年）：量产型。装甲是过去T-64A的重设计版本。装备有1A33火控系统，D-81Tm式125毫米火炮（2A46-1），9K112-A“眼镜蛇”反坦克导弹系统（北约代号AT-8“歌唱家”），TPN-1-49-23瞄准具，2E26M稳定器以及6ETs40自动装弹机。1985年后生产的T-64B装备更坚固的倾斜装甲，早期批次的T-64B也加装17毫米厚前装甲板，这是从黎巴嫩战争中缴获的以色列的M111穿甲弹试射的结果。
- T-64BM：装备1000匹6DT发动机的T-64B。
- T-64BV：在T-64B基础上加装“接触-1”型反应装甲，炮塔左侧加装902A“乌云-1”型81毫米烟雾弹发射器。装有“接触-1”反应装甲的T-64A为T-64AV。
- T-64B1（437A工程）：无炮射导弹功能的T-64B简化版，可装载37发炮弹。
- T-64B1M：换装1000匹6DT发动机的T-64B1。
- T-64BK和T-64B1K（446B工程）：T-64B/B1指挥型，配备一台R-130M电台和10米长可伸缩天线、TNA-4导航系统以及AB-1P/30辅助动力单元，没有安装防空机枪，可装载28发主炮炮弹。
- T-64BM2（447AM-2工程）：T-64BM升级版，加装“接触-5”反应装甲、橡胶履带侧裙，火控系统升级为1A43U型，发动机升级为850匹（625千瓦）的5TDFM发动机，而自动装弹机升级为可以填装9K119反坦克导弹（北约代号AT-11A“狙击手”）的6ETs43装弹机。

## 改进型
自T-64坦克正式进入部队的时候，T-64系列的改进工作就一直没停止过。

### T-64
- 1977年~1981年：以T-64A的装备改造为T-64R，除了火炮与T-64一样以外。

### T-64A/AK
- 1972年：在原火控系统基础上改装TPD-2-49观瞄镜和TPN-1-49-23夜视仪，加装R-123M电台，并把原有的NSVT机枪安装在一座电动炮塔上。
- 1975年：改装新型2E28M稳定器、6ETs10M装弹机、支持多种燃料的发动机、D-81TM（2A46-1）式125毫米滑膛炮以及TNPA-65夜视仪。
- 1981年：加装两组6发902A烟雾弹发射器，以橡胶侧裙取代原有的鱼鳞式侧裙。
- 1983年：部分T-64A和T-64AK在维护时更换6TDF发动机，并分别改名为T-64AM和T-64AKM

### T-64B/B1/BK/B1K
- 1981年：加装两组4发902B2烟雾弹发射器，换装2A26M1滑膛炮。
- 1983年：部分T-64B、T-64BK、T-64B1和T-64B1K在维护时更换6TDF发动机，并分别改名为T-64BM、T-64BMK、T-64B1M和T-64B1MK 。
- 1985年（447A工程）：加装“接触-5”反应装甲、炮塔左侧烟雾弹发射器，并改名为T-64BV、T-64B1V、T-64BVK和T-64B1VK。
- T-64U（447AM-1工程，又叫BM“宝剑”）：马里舍夫工厂参照T-84主战坦克研发的乌克兰T-64B改进型，在T-64B基础上安装“诺伊”反应装甲并装备了9K120反坦克导弹系统（能发射9K119“斯维尔”与9K119M“反射”两种反坦克导弹，北约代号AT-11/AT-11B“狙击手”），换装1A45“伊尔提什”火控系统、TK-4S型车长用观瞄设备、PZU-7防空机枪瞄准镜、TPN-4E“暴风雪-E”夜视仪，以及1000匹（735千瓦）6TDF型发动机。至2009年有56辆在乌克兰军队服役。

## 衍生型号
- BREM-64（447T项目）：在T-64A底盘上开发的装甲回收车，配备1台2.5吨轻型起重机、推土铲、牵引杆、焊接设备等。只建造了少量此型号车辆。
- BMPV-64：乌克兰重型步兵战车，基于T-64底盘，但外壳经过重新设计并在侧面加装乘员出入口（类似其他苏军BMP战车的设计）。配备一门30毫米遥控机炮。战斗重量为34.5吨。第一辆原型车在2005年完成。
- BTRV-64：与BMPV-64相似的装甲运兵车。
- UMBP-64：特种车辆平台，可以在其基础上改装为消防坦克、救护车、自行防空炮等。
- BAT-2：快速战斗工程车，配备T-64的引擎、更矮的外壳、更小的路轮以及相应的悬挂。这台车车头安装了一台巨大的全轴可调的V型液压推土铲，车尾安装了松土钉，车顶则有一台2吨的起重机，总重量达到40吨。全车乘员8名，司机、车长、无线电通信员各一，以及5名战斗工程师。这款工程车设计目的是取代老式的基于T-54底盘的BAT-M战斗工程车，但由于价格太高导致华约国家只能少量装备，直到冷战结束也没有完全取代BAT-M的地位。
- T-55-64：使用T-64底盘、T-55炮塔并加装“接触-1”反应装甲的T-55升级版原型车。